# Petar Fajfrić
Petar Fajfrić, cirill: Петар Фајфрић (Berekszó, 1942. február 15. – Szabács, 2021. március 11.) olimpiai bajnok jugoszláv válogatott szerb kézilabdázó, edző.

## Pályafutása
1942. február 15-én a szerémségi Berekszón született. A Mladost Zemun csapatában kezdte a kézilabdázást, majd a Crvena Zvezda, a Dinamo Pančevo, a Crvenka, a Metaloplastika kézilabdázója, balszélsője volt. A nagybecskereki Proleter Zrenjanin csapatában fejezte be az aktív játékot. A jugoszláv válogatott tagjaként az 1972-es müncheni olimpián aranyérmet nyert. Az 1970-es és az 1974-es világbajnokságon bronzérmet szerzett a csapattal.
Edzőként a Metaloplastika férfi, majd a Medicinar női csapatánál dolgozott.

## Sikerei, díjai
- Olimpiai játékok
  - aranyérmes: 1972, München
- Világbajnokság
  - bronzérmes (2): 1970, 1974